# NRP Albacora (S163)
Le NRP Albacora (pennant number : S163) est un sous-marin de la marine portugaise, navire de tête de classe Albacora. Entré en service le 1er octobre 1967, il fut le premier des quatre sous-marins de la classe Albacora à être incorporé dans la 4e escadrille de sous-marins de la marine portugaise. 

## Engagements
Le navire a été commandé aux Chantiers Dubigeon à Nantes, où la quille a été posée le 6 septembre 1965. Le navire a été lancé le 15 octobre 1966 et mis en service le 1er octobre 1967.
Le navire a été retiré du service en 2000 et démoli en 2011 dans le chantier naval Batistas de Alhos Vedros, près de Lisbonne.